# Polythrena coloraria
Polythrena coloraria är en fjärilsart som beskrevs av Herrich-Schäffer 1856. Polythrena coloraria ingår i släktet Polythrena och familjen mätare. Inga underarter finns listade i Catalogue of Life.